# Darksiders II
Darksiders II – gra akcji z elementami RPG wydana 14 sierpnia 2012 roku przez THQ. Jest sequelem Darksiders. W tej części gracz wciela się w Śmierć. Wyszła również kontynuacja gry -  Darksiders III. Jej premiera, zgodnie z zapowiedziami, miała miejsce w 2018 roku.

## Fabuła
Akcja gry toczy się równolegle do wydarzeń ukazanych w pierwszej części produkcji. Śmierć, jeden z Czterech Jeźdźców Apokalipsy dowiaduje się, że Rada Spopielonych oskarżyła jego brata, Wojnę, o złamanie odwiecznych zasad, i bezprawne, przedwczesne wywołanie Apokalipsy. Śmierć jednak wie, że jego brat jest najbardziej honorowym i praworządnym z całej Czwórki, i nigdy nie dopuścił by się takiego czynu. Wierzy, że Wojna stał się ofiarą spisku, i postanawia go uratować- znaleźć dowód na jego niewinność i wskrzesić Ludzkość, która została unicestwiona w Wojnie Ostatecznej. Wkrótce okazuje się, że Śmierć musi zmierzyć się nie tylko z tymi, którzy chcą mu przeszkodzić w osiągnięciu celu, ale także z demonami własnej przeszłości.